# 埃斯特爾山脈
埃斯特爾山脈是德國的山脈，位於巴伐利亞，屬於巴伐利亞前阿爾卑斯山脈的一部分，全長約15公里，最高點海拔高度2,086米，山體由石灰岩組成。
47°31′N 11°11′E / 47.517°N 11.183°E